# Багамские Острова на летних Олимпийских играх 1988
Багамские Острова принимали участие в Летних Олимпийских играх 1988 года в Сеуле (Республика Корея) в девятый раз за свою историю, но не завоевали ни одной медали. Сборную страны представляли 16 спортсменов, в том числе 12 мужчин и 4 женщины, они соревновались в 5 видах спорта:
| Вид спорта      | Мужчины | Женщины | Всего |
| --------------- | ------- | ------- | ----- |
| Лёгкая атлетика | 8       | 3       | 11    |
| Бокс            | 1       | -       | 1     |
| Прыжки в воду   | 0       | 1       | 1     |
| Парусный спорт  | 2       | 0       | 2     |
| Плавание        | 1       | 0       | 1     |
| Всего           | 12      | 4       | 16    |

Знамя Содружества Багамских островов на церемонии открытия Игр нёс Дарвард Ноулз — яхтсмен, олимпийский чемпион 1964 года (первый в истории Багам олимпийский чемпион); он же был самым старшим участником багамской сборной в 1988 году — в возрасте 70 лет, после большого перерыва. Самой молодой участницей багамской сборной была 20-летняя Лори Робертс.

## Результаты

### Плавание
Соревнования проходили в сеульском крытом бассейне «Чамсиль» с 18 по 25 сентября.
Мужчины
| Спортсмен       | Соревнование              | Отборочный | Отборочный | Полуфинал     | Полуфинал     | Финал         | Финал         |
| Спортсмен       | Соревнование              | Время      | Место      | Время         | Место         | Время         | Место         |
| --------------- | ------------------------- | ---------- | ---------- | ------------- | ------------- | ------------- | ------------- |
| Гарвин Фергюсон | 50 метров вольным стилем  | 24.25      | 32         | Не участвовал | Не участвовал | Не участвовал | Не участвовал |
| Гарвин Фергюсон | 100 метров вольным стилем | 53.62      | 48         | Не участвовал | Не участвовал | Не участвовал | Не участвовал |

### Прыжки в воду
Соревнования проходили в сеульском крытом бассейне «Чамсиль» с 17 по 20 сентября (отборочный тур) и с 26 по 29 сентября (финал).
Женщины
| Спортсменка  | Соревнование | Отборочный тур | Отборочный тур | Финал            | Финал            |
| Спортсменка  | Соревнование | Очки           | Место          | Очки             | Место            |
| ------------ | ------------ | -------------- | -------------- | ---------------- | ---------------- |
| Лори Робертс | Трамплин 3 м | 292.95         | 27             | Не вышла в финал | Не вышла в финал |

### Бокс
Соревнования проходили во дворце спорта «Чамсиль Студентс Гимназиум» (англ. Chamshil Students' Gymnasium) с 17 сентября по 2 октября. Куба не принимала участия в Олимпийских играх, что отрицательно отразилось на качестве соревнований.
Мужчины
| Спортсмен    | Весовая категория | 1 раунд                                 | 2 раунд                              | 3 раунд                            | Четвертьфиналы     | Полуфиналы         | Финал              | Финал            |                  |
| Спортсмен    | Весовая категория | Соперник Результат                      | Соперник Результат                   | Соперник Результат                 | Соперник Результат | Соперник Результат | Соперник Результат | Место            |                  |
| ------------ | ----------------- | --------------------------------------- | ------------------------------------ | ---------------------------------- | ------------------ | ------------------ | ------------------ | ---------------- | ---------------- |
| Андре Сеймур | до 57 кг          | Орландо Долленте (Филиппины) Победа 5-0 | Ярмо Эскелинен (Финляндия) Победа WO | Томаш Новак (Польша) Поражение 0-5 | Не вышел в финал   | Не вышел в финал   | Не вышел в финал   | Не вышел в финал | Не вышел в финал |

### Парусный спорт
Олимпийский парусный центр располагался в городе Пусане, на юго-востоке Корейского полуострова, дистанции для регат были размечены в заливе Суён. Соревнования проводились в 8 дисциплинах, из них 3 среди мужчин, 4 в открытых классах, и один был впервые введён в программу для женщин. В классе «Звёздный» соревновалась 21 команда, экипаж Дарварда Ноулза и Стивена Келли занял 19 место.
Открытые классы
| Спортсмены                 | Класс яхты | Гонка (регата) | Гонка (регата) | Гонка (регата) | Гонка (регата) | Гонка (регата) | Гонка (регата) | Гонка (регата) | Очки  | Место |
| Спортсмены                 | Класс яхты | 1              | 2              | 3              | 4              | 5              | 6              | 7              | Очки  | Место |
| -------------------------- | ---------- | -------------- | -------------- | -------------- | -------------- | -------------- | -------------- | -------------- | ----- | ----- |
| Дарвард Ноулз Стивен Келли | Звёздный   | 18             | 19             | 17             | 17             | 11             | 18             | DNC            | 136.0 | 19    |